# کریستینا شانی
کریستینا شانی (به دانمارکی: Christina Chanée) (زاده ۶ ژانویه ۱۹۷۹) خواننده دانمارکی است.
او در مسابقه آواز یوروویژن ۲۰۱۰ به همراه توماس اناورگرین نماینده دانمارک بود.